# Lithiumaluminat
Lithiumaluminat ist eine anorganische chemische Verbindung des Lithiums aus der Gruppe der Aluminate. Im Li2O-Al2O3-System gibt es neben dem hier beschriebenen LiAlO2 mit Li5AlO4 und LiAl5O8 zwei weitere stabile Lithiumaluminate.

## Gewinnung und Darstellung
Lithiumaluminat kann durch Reaktion von Aluminiumoxid mit Lithiumcarbonat bei 870–970 K gewonnen werden. Die γ-Phase kann irreversibel durch Sinterung der α-Phase bei 1350 °C gewonnen werden. Ebenfalls möglich ist die Synthese durch Sol-Gel-Synthese aus Aluminiumchlorid und Lithiumcarbonat oder durch Synthese aus einer Lithiumhydroxidlösung mit Böhmit und anschließendes Eindampfen und calcinieren bei 900 °C.

## Eigenschaften
Lithiumaluminat ist ein weißer Feststoff, der unlöslich in Wasser ist. Er besitzt in der normalen γ-Phase eine tetragonale Kristallstruktur und der Raumgruppe P41212 (Raumgruppen-Nr. 92). Es existiert auch eine α-Modifikation mit trigonaler Kristallstruktur mit der Raumgruppe R3m (Raumgruppen-Nr. 166), welche eine Kristallstruktur ähnlich der von Natriumhydrogenfluorid besitzt.

## Verwendung
Lithiumaluminat wird in Carbonat-Brennstoffzellen verwendet. Es wird auch als Substrat für Galliumnitrid-Halbleiter verwendet.